# Hippokrates av Gela
Hippokrates (död 491 f.Kr.), var den andre tyrannen av Gela och styrde från 498 till 491 f.Kr. Han var bror till Kleandros och efterträdde honom på tronen vid hans död. Med honom inledde Gela sin expansionsfas; Hippocrates siktade till att erövra hela sydöstra Sicilien för att bygga upp en stor och stark stat med Gela som huvudstad. He skapade en allians med Agrigento och erövrade Zancle, Camarina, Catania, Naxos och Leontini. Han lyckades också belägra Syrakusa, men tvingades dra sig tillbaka, när Korinth och Korkyra ingrep i kriget. Under hans regering blev hans stad den mäktigaste och mest blomstrande av de grekiska kolonierna på Sicilien. Hippokrates stupade i strid med sikelerna. Som efterträdare utnämndes hans söner Euklides och Kleandros, men de ersattes snart av kavalleriöversten Gelon.